# Hold Tight (canção de Justin Bieber)
"Hold Tight" é uma canção gravada pelo cantor e compositor canadense Justin Bieber do seu segundo álbum de compilação Journals.

## Desempenho nas tabelas musicais

### Posições
| Posições (2013)                                | Melhor posição |
| ---------------------------------------------- | -------------- |
| Austrália (ARIA)                               | 48             |
| Áustria (Ö3 Austria Top 75)                    | 40             |
| Bélgica (Ultratop 50 de Flandres)              | 23             |
| Bélgica (Ultratop Flanders Urban)              | 5              |
| Bélgica (Ultratop 50 da Valônia)               | 29             |
| Canadá (Canadian Hot 100)                      | 23             |
| Dinamarca (Hitlisten)                          | 1              |
| França (SNEP)                                  | 46             |
| O campo songid é OBRIGATÓRIO PARA PARADA ALEMÃ | 56             |
| Países Baixos (Single Top 100)                 | 14             |
| Espanha (PROMUSICAE)                           | 19             |
| Suíça (Schweizer Hitparade)                    | 25             |
| Reino Unido (UK Singles Chart)                 | 28             |
| Estados Unidos (Billboard Hot 100)             | 29             |